# Катастрофа Ил-18 под Магнитогорском
Катастрофа Ил-18 под Магнитогорском — крупная авиационная катастрофа, произошедшая в четверг 31 августа 1972 года. Авиалайнер Ил-18В авиакомпании «Аэрофлот» выполнял регулярный пассажирский рейс SU-558 по маршруту Караганда — Москва, но через 1 час и 37 минут после взлёта в его грузовом отсеке начался сильный пожар. Экипаж пытался совершить экстренную посадку в аэропорту Магнитогорска, но горящий авиалайнер рухнул на вспаханное поле в 23 километрах от Магнитогорска. Погибли все находящиеся на его борту 102 человека — 93 пассажира и 9 членов экипажа.
Катастрофа рейса 558 стала крупнейшей авиационной катастрофой в истории Башкортостана, 6-я (по числу жертв) катастрофа самолёта Ил-18 и вторая в истории авиации Казахстана.

## Самолёт
Ил-18В с бортовым номером 74298 (заводской — 182004505, серийный — 045-05) был выпущен заводом ММЗ «Знамя Труда» 29 марта 1962 года. Изначально он поступил к компании Air Mali, где получил бортовой номер TZ-ABY. Далее до 4 ноября 1971 года его уже передали Главному управлению гражданского воздушного флота, которое направило самолёт в Алма-Атинский авиаотряд Казахского управления гражданской авиации. Всего на момент катастрофы авиалайнер имел 10 798 часов налёта и 4249 посадок.

## Экипаж
Экипаж самолёта был из 218-го лётного отряда (Алма-атинский объединённый авиаотряд) и имел следующий состав:
- Командир воздушного судна (КВС) — Владимир Иванович Ишутин
- Второй пилот — Вячеслав Вадимович Тихоцкий
- Штурман — Александр Андреевич Дуболазов
- Бортмеханик — Евгений Михайлович Прокопов
- Бортрадист — Николай Степанович Лаптяев
- Бортпроводники
  - Анатолий Александрович Коршунов
  - Людмила Николаевна Крючкова
  - Юлия Ивановна Савченкова
- Сопровождающий милиционер — сержант Анатолий Дмитриевич Кузовлёв

## Катастрофа
Самолёт выполнял рейс 558 из Караганды в Москву и в 08:31 МСК вылетел из аэропорта Караганды. На его борту находились 93 пассажира: 82 взрослых и 11 детей.
В зону РДС Челябинска экипаж вошёл в 09:57 МСК на траверзе Троицка на эшелоне 7200 метров. Далее они вышли на связь с диспетчером и доложили, что рассчитывают пролететь Магнитогорск в 10:11. Но в 10:08:20, когда до Магнитогорска было 45 километров, с самолёта запросили экстренное снижение и посадку в связи с сильным задымлением из багажника («У нас неисправность в багажнике, дым большой»). Получив разрешение, экипаж снизился до высоты 4800 метров и в 10:10:32 перешёл на связь с АДС Магнитогорска и сообщил диспетчеру Магнитогорского аэропорта: «Экстренная посадка у вас, у нас пожар во втором багажнике». Диспетчер разрешил им снижаться, и в 10:12:32 в 28—30 километрах от аэропорта Ил-18, летя по курсу 295°, вышел в район четвёртого разворота схемы захода на посадку по магнитному курсу 185°. Высота при этом составляла 2400—2700 метров, что при малом расстоянии до аэропорта потребовало от экипажа уменьшения высоты и скорости до необходимых для обеспечения посадки. Для снижения высоты экипаж стал выполнять манёвр по следующей схеме: пролёт позиционной линии с курсом 295°, далее разворот на 180° и правый доворот на посадочный курс. Такой манёвр позволял вернуться в зону четвёртого разворота на высоте 600 метров.
Направляясь к позиционной линии, Ил-18, летя по курсу 90°, снизился до высоты 600 метров. Диспетчер подхода дал указание: «Можно взять курс 135°, курс 135 возьмите», на что с самолёта ответили: «Понял». Далее при подходе к позиционной линии с бортом связался диспетчер посадки передал: «На посадочном, берите курс 185°». Экипаж подтвердил получение информации, однако авиалайнер не повернул на посадочный курс, а пересёк позиционную линию и начал теперь уже удаляться от неё, о чём диспетчер попытался предупредить пилотов.
Пересекая позиционную линию в 15 километрах от аэропорта, экипажу требовалось повернуть на 50° вправо, чтобы выйти на посадочный курс, а через три минуты приземлиться на аэродром. Но в это время (10:14) дым уже заполнил салон и кабину, тем самым дезориентировав всех на борту. Огонь повредил систему питания бортовых самописцев и они отключились. В 10:15:32 экипаж доложил: «Большой дым в кабине, очень большой». Самолёт начал значительно колебаться по высоте и углам крена, испытывая при этом большие перегрузки. Такому поведению авиалайнера во многом способствовала паника пассажиров, которые перебрались в переднюю часть, подальше от источника дыма. В 10:15:50 Ил-18 оказался в опасной близости от земли, поэтому пилоты потянули штурвалы на себя и перевели двигатели на взлётный режим с одновременной уборкой шасси, тем самым с двукратной перегрузкой переведя самолёт из снижения в набор высоты. В 10:16:19 экипаж передал: «Прощайте». Диспетчер тут же дал указание: «Возьмите посадочный курс», но в 10:16:37 с самолёта прозвучал неразборчивый ответ, после чего на связь больше уже не выходили. По проведённой впоследствии судебно-медицинской экспертизе было установлено, что пассажиры на борту уже были мертвы из-за отравления угарным газом. Лишь находящиеся в кабине командир, второй пилот и штурман ещё были живы и продолжали управлять самолётом, погибнув в момент катастрофы.
Увеличив высоту на 1300—1400 метров за 35 секунд, Ил-18 перешёл в снижение, при этом постепенно разгоняясь. В 10:19:33, спустя пять с половиной минут с момента начала ухода от посадочного курса и пролетев 40 километров, летящий по курсу 250° со скоростью 370 км/ч авиалайнер в полётной конфигурации без бокового крена плашмя врезался в вспаханное поле между посёлком Смеловский и деревней Покровка у границы Башкирии и Челябинской области в 23 километрах севернее Магнитогорского аэропорта. При ударе самолёт полностью разрушился и сгорел, при этом обломки разбросало на территории 400 на 100 метров. Все 102 человека на борту погибли.

## Причины
При изучении обломков следователи нашли в районе второго багажного отсека четыре целых взрывпакета, семь гильз от осветительных патронов, а также непонятное горючее вещество плотной массы светло-серого цвета, которое имело кристаллическую структуру. Это свидетельствовало о том, что на самолёте находились изделия, которые относились к взрывчатым веществам и были запрещены к перевозке. В результате возникшего пожара растянулись расположенные над багажным отсеком тяги управления рулём направления, а бортовые самописцы вскоре прекратили работу. При этом согласно показаниям очевидцев и по результатам изучения обломков, огонь за пределы фюзеляжа не выходил. Однако при этом возник густой дым, который был настолько интенсивным, что даже закоптилась обшивка фюзеляжа в районе патрубка сброса воздуха из гермокабины и в выпускном клапане регулятора давления системы наддува пассажирского салона в полёте.
За предыдущий двухлетний период (1970—1972) уже было четыре случая, когда в багаже пассажиров происходило самовозгорание или взрыв взрывных устройств и легковоспламеняющихся веществ. При этом за всю историю эксплуатации самолётов Ил-18 не было ни одного случая, чтобы пожар во втором багажном отсеке возникал из-за отказа бортового оборудования.

Причиной катастрофы является интенсивное развитие возникшего во втором багажнике пожара, который привёл к полной или частичной потере работоспособности экипажа, невозможности визуального полёта и наблюдения за приборами из-за дыма в пилотской кабине и исключению возможности благополучного исхода полёта.
Наиболее вероятной причиной возникновения пожара на самолёте в воздухе является срабатывание пиротехнических устройств, возгорание или самовозгорание легковоспламеняющихся материалов в багаже пассажиров, следы которых обнаружены в остатках багажа.
— .

## Последствия
После данной катастрофы была изменена конструкция самолётов Ил-18, в результате чего появилась возможность попасть в багажное отделение из салона.

## Cм. также
Катастрофа Boeing 747 возле Маврикия — пожар неустановленного вещества, повлекший взрыв самолёта в воздухе